# Пашкий Козяк
Пашкий Козяк (словен. Paški Kozjak) — поселення в общині Веленє, Савинський регіон, Словенія. 
Висота над рівнем моря: 638,7 м.